# No tinc por!
No tinc por! (originalment en alemany, Ich habe keine Angst!) és un curtmetratge d'animació dirigit per Marita Mayer. Es va exhibir per primer cop el 12 de febrer de 2022 a la secció Generation Kplus del 72è Festival Internacional de Cinema de Berlín. S'ha doblat al català.
El curtmetratge va ser produït per l'estudi d'animació d'Hamburg Fabian&Fred, en coproducció amb Trollfilm de Noruega.

## Sinopsi
Encara que les ombres es converteixen de sobte en monstres temibles a la foscor, la Vanja no té por, perquè com a tigre és fort i no té por. La Vanja s'esmuny xiuxiuejant per una selva fosca i imaginària i no s'intimida.